# Công Kim Hoa
Công Kim Hoa (sinh năm 1962 tại Hà Nội) là một họa sĩ sơn mài Việt Nam. Bà tốt nghiệp trường Cao đẳng Mỹ thuật Hà Nội năm 1985.
Bà xuất thân từ một gia đình có truyền thống nghệ thuật. Anh trai bà là Công Quốc Hà, cũng là một họa sĩ sơn mài.